# Campanularia laminacarpa
Campanularia laminacarpa är en nässeldjursart som beskrevs av Wilfrid Arthur Millard 1966. Campanularia laminacarpa ingår i släktet Campanularia och familjen Campanulariidae. Inga underarter finns listade i Catalogue of Life.